# Erikshjälpen
Erikshjälpen är en barnrättsorganisation med en kristen grundsyn som utifrån FN:s barnkonvention kämpar för att barn som lever i fattigdom och utsatthet ska få ett bättre liv, både nu och i framtiden.
Arbetet pågår i ett 20-tal länder inklusive Sverige, med fokus på barns rätt till utbildning, hälsa, trygghet och skydd. Barnen och deras familjer involveras och är själva med och förändrar sin vardag, nu och framåt.
Finansieringen av verksamheten utgörs till största delen av gåvor från privatpersoner samt överskottet från Erikshjälpen Second Hands butiker.

## Erikshjälpen Second Hand
Erikshjälpen Second Hand är en second hand-rörelse med ett 50-tal butiker runt om i Sverige samt Norge som ger intäkter till barnrättsarbetet. I butikerna skapas arbetstillfällen och möjligheter för människor utanför den ordinarie arbetsmarknaden till personlig utveckling. Cirka 2 000 volontärer engagerar sig i verksamheten som även bidrar till en bättre miljö.

## Historia
Erik Nilsson (1929–1966) från Ruda i Småland var blödarsjuk och började 1946, med grund i sin kristna tro, sända brev med uppmuntringar till andra sjuka barn i Sverige.
Många namn och adresser fick han genom att lyssna på Sven Jerrings radioprogram Barnens brevlåda. 1951 kom Erik att intervjuas i programmet. 1946 grundade han Erikshjälpen, som 1990 började öppna secondhandaffärer runtom i Sverige.
Genom "Systers hemliga låda", "tapperhetsmedaljen" och presenter till barn som ligger länge på sjukhus lever även den ursprungliga verksamheten kvar, liksom Eriks motto att "sjuka barn kan bli glada barn". John Hall var Erikshjälpens föreståndare från 1966–1982. Roland Nelsson blev Erikshjälpens föreståndare 1983. År 1990 utsågs han till "Årets smålänning" för sina insatser. Lars Anderås tog över rollen 1998 och efterträddes 2008 av Bengt Swerlander. 
Nuvarande generalsekreterare Daniel Grahn tillträdde 2015.
2018 började Erikshjälpen med e-handel och lanserade sidan secondhand.se. 
År 2019 tilldelades Erikshjälpen 2,5 miljoner norska kronor från norska Kavlifondet för att driva ett projekt mot utanförskap i Helsingborg.
Erikshjälpen har ett 60-tal butiker runt om i Sverige samt Norge som ger intäkter till barnrättsarbete i 16 länder. I butikerna skapas arbetstillfällen och möjligheter för människor utanför den ordinarie arbetsmarknaden till gemenskap och personlig utveckling. Cirka 2 000 volontärer engagerar sig i verksamheten som även bidrar till en miljömässig och klimatmässig hållbarhet genom att främja och utveckla återanvändning av varor.

## Butiker i Sverige
| Län                  | Antal butiker | Orter |
| -------------------- | ------------- | --- |
| Dalarnas län         | 2             | Borlänge, Hedemora                                                                                                |
| Gävleborgs län       | 3             | Bollnäs, Edsbyn, Gävle                                                                                            |
| Hallands län         | 2             | Halmstad, Kungsbacka                                                                                              |
| Jämtlands län        | 1             | Östersund |
| Jönköpings län       | 10            | Bodafors, Eksjö, Habo, Huskvarna, Jönköping, Sävsjö, Tranås, Vetlanda,Vrigstad, Värnamo                           |
| Kalmar län           | 1             | Vimmerby |
| Kronobergs län       | 2             | Ljungby, Växjö |
| Skåne län            | 11            | Eslöv, Genarp, Helsingborg, Höör, Kristianstad, Lund - City, Lund - Öresundsvägen, Malmö, Tomelilla, Ystad, Åkarp |
| Stockholms län       | 2             | Stockholm - Häggvik, Stockholm - Vårby                                                                            |
| Uppsala län          | 1             | Uppsala |
| Västra Götalands län | 7             | Borås, Göteborg - Kortedala, Göteborg - Rosenlundsgatan, Göteborg - Västra Frölunda, Skene, Skövde, Vänersborg    |
| Värmlands län        | 1             | Säffle |
| Örebro län           | 2             | Lindesberg, Örebro                                                                                                |
| Östergötlands län    | 4             | Linköping, Motala, Norrköping, Skärblacka - Etiopienhjälpen                                                       |

## Butiker i Norge
| Län   | Antal butiker | Orter                |
| ----- | ------------- | -------------------- |
| Fylke | 2             | Oslo, Oslo - Grensen |